# Emil František Burian

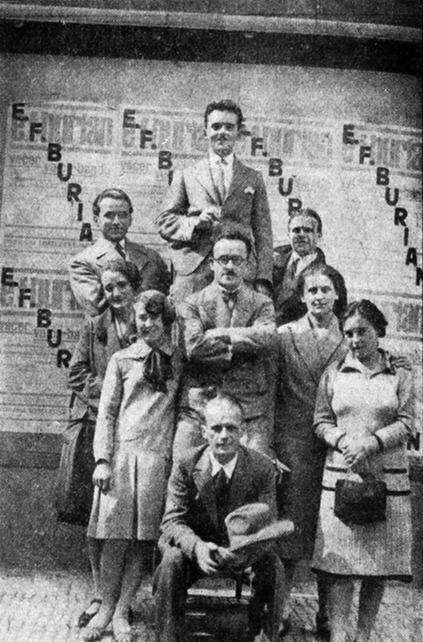
Die Voiceband E. F. Burian 1928 in Siena

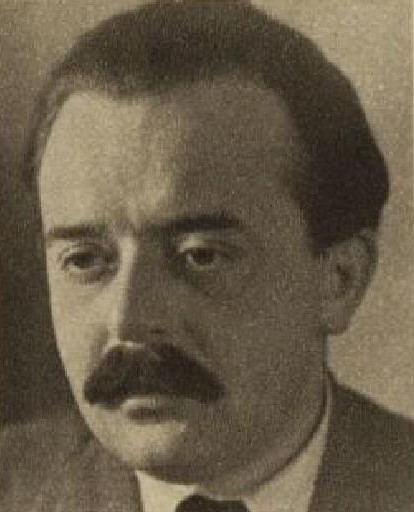
Emil František Burian, 1940

Emil František Burian (* 11. Juni 1904 in Pilsen, Österreich-Ungarn; † 9. August 1959 in Prag) war ein tschechischer Komponist, Dichter, Publizist, Sänger, Schauspieler, Musiker, Dramatiker, Regisseur und Dramaturg.

## Leben und Wirken
Burian war am Prager Konservatorium Schüler von Josef Bohuslav Foerster. Sein Vater war der Bariton Emil Burian, sein Onkel der Tenor Karel Burian, der als Wagner-Sänger bekannt wurde. Sein Sohn Jan Burian (* 1952 in Prag) ist ein in der Tschechischen Republik bekannter Liedermacher.
Er war Mitglied des Vereins der modernen Kultur Devětsil. 1926 bis 1927 arbeitete er im „Befreiten Theater“ (Osvobozené divadlo), das er nach Auseinandersetzungen mit Jindřich Honzl zusammen mit Jiří Frejka verließ und ein eigenes Dada-Theater, das divadlo Da-Da gründete. Daneben arbeitete er mit dem Schauspielhaus Modernes Studio (Moderní studio) zusammen.
1923 trat er der kommunistischen Partei KSČ bei – aus Überzeugung, die auch sein späteres Wirken stark beeinflusste. 1927 gründete er die musikalisch rezitative Theatergruppe Voiceband.
Des Weiteren gründete er 1933 das avantgardistische Theater D 34 (die Zahl im Namen änderte sich jeweils nach der aktuellen Jahreszahl) in Prag, das er bis 1940 und wieder ab 1946 bis zu seinem Tode leitete.
Zwischen 1940 und 1945 war er im Konzentrationslager Theresienstadt, später in Dachau und schließlich in Neuengamme inhaftiert. In seiner Freizeit widmete er sich illegal der Organisation von kulturellen Veranstaltungen für die Inhaftierten. Am 3. Mai 1945 konnte er sich unter dramatischen Umständen nach dem Luftangriff der Royal Air Force aus dem Schiff Cap Arcona retten.
Nach dem Krieg gründete er das Theater D 46 wieder. Außer diesen drei Theaterbühnen führte er noch drei Bühnen in Brno, sowie die Karlíner Operette in Prag, die sich in der sogenannten Genossenschaft der Theater der Arbeit (Družstvo divadla práce) vereinigten. Nach der Machtübernahme in der Tschechoslowakei durch die KSČ 1948 wurde er Parlamentsabgeordneter der "Nationalen Versammlung von Februar 1948" ("Poúnorové národní shromáždění").
1951 überführte er das Theater D 51 in den Verband der Tschechoslowakischen Armee. Es wurde später zum Künstlertheater der Armee, was ihm den Rang eines Offiziers einbrachte. 1955 verließ er die Armee und das Theater wurde nach dem Gründungsjahr in D 34 umbenannt. Zu Burians Schülern gehörte der Künstler Christo.
Burian komponierte mehrere Opern und Ballette, eine Sinfonie, einen Liederzyklus für Gesang und Jazzband, ein Requiem für Jazzband und Voiceband, eine Kantate, kammermusikalische Werke, Schauspiel-, Hörspiel- und Filmmusik.
Verheiratet war er mit der Schauspielerin Zuzana Kočová.

## Werke
Seine Werke sind von Dadaismus, Futurismus und Poetismus beeinflusst. Sie sind stark sozialistisch geprägt und teilweise agitativ. Obwohl sie selbst heute nicht mehr im Zentrum des kulturellen Interesses stehen, haben sie in der tschechischen Kulturlandschaft deutliche Spuren hinterlassen. Im Ausland sind sie jedoch nahezu vergessen und rufen kaum mehr Interesse hervor. Ein Teil seiner Arbeit wurde während des Zweiten Weltkriegs vernichtet. Auf der documenta 8 im Jahr 1987 in Kassel wurden Aufnahmen von ihm im Rahmen der "Archäologie der akustischen Kunst 1: Radiofonia Futurista" als offizieller Ausstellungsbeitrag aufgeführt.

### Deutschsprachige Publikationen
- 1969: Das Gut Stepantschikowo (nach Dostojewski)
- 1968: Das neue Abenteuer – Die Rückkehr
- 1961: Zwischen Tod und Leben
- 1959: Die Sieger
- 1937: Kehraus auf der Bühne!

### Opern
- 1925: Vor Sonnenaufgang (Před slunce východem). Oper in einem Akt. Libretto: Bedřich Bělohlávek. UA November 1925 Prag (Nationaltheater)
- 1934: Alladina und Palomid (Alladina a Palomid). Oper. Libretto: nach Maurice Maeterlinck Neufassung: Märchen von einer großen Liebe (Pohádka o velké lásce). Oper. UA 1934 Prag
- 1940: Maryša. Oper in 5 Bildern, op. 81. Libretto: Emil František Burian (nach Alois und Vilém Mrštík). UA 16. April 1940 Brno (Brünn)
- 1955: Der Quacksalber (Mastičkář). Opera buffa (Parodie). Libretto: Václav Lacina / Jan Trojan. UA 1928 Prag (Divadlo Dada). – Neufassung (1955). Libretto: Radovan Krátký
- 1999: Bubu vom Montparnasse (Bubu z Montparnassu). Lyrische Jazzoper. Libretto: nach Charles-Louis Philippe. UA 1999 Prag

### Drama
- Schenke am anderen Ufer (Krčma na druhém břehu)

### Filmregie
- Věra Lukášová
- Wir wollen leben (Chceme žít)

### Filmmusik
- 1932: Goldener Kleinvogel (Zlaté ptáče)
- 1932: Vor dem Abitur (Před maturitou)
- 1936: Das Gäßchen zum Paradies (Ulička v Ráji)
- 1947: Die Sirene (Siréna)
- 1951: Um zwei Minuten (Karhanova parta)
- 1955: Die Hundsköpfe (Psohlavci)
- 1955: Die Reise in die Urzeit (Cesta do praveku)

### Bücher
- Negertänze (Černošské tance)
- Kommen Sie, Leute, auf die Theater mit den Eisenhämmern (Pojďte, lidé, na divadla s železnýma kladivama)
- Um ein neues Theater (O nové divadlo)
- Kehren Sie die Bühne (Zameťte jeviště) – hier äußerte er die Ansicht, dass das Theater denen gehört, die es schaffen.

### Inszenierungen
- Karel Hynek Mácha – Der Mai (Máj)
- Alexander Sergejewitsch Puschkin – Eugen Onegin
- Der Krieg (Vojna) – nach Karel Jaromír Erben
- Erste und zweite Volksuite (První a druhá lidová suita)
- Frank Wedekind – Frühlings Erwachen (Procitnutí jara)
- Vítězslav Nezval – Manon Lescaut